# Mauvezin-de-Sainte-Croix
Mauvezin-de-Sainte-Croix település Franciaországban, Ariège megyében. Lakosainak száma 52 fő (2022. január 1.). Mauvezin-de-Sainte-Croix Camarade, Contrazy, Mérigon, Montbrun-Bocage és Montesquieu-Avantès községekkel határos.

## Népesség
A település népességének változása:
| Lakosok száma | 46   | 55   | 45   | 45   | 39   | 37   | 36   | 45   | 49   | 52   |
|               | 1968 | 1982 | 1990 | 2006 | 2013 | 2015 | 2017 | 2019 | 2020 | 2022 |